# Zespół Szkół nr 12 im. Olimpijczyków Polskich
Zespół Szkół nr 12 im. Olimpijczyków Polskich – zespół szkół ponadpodstawowych w Warszawie z klasami liceum ogólnokształcącego i technikum. Znajduje się w dzielnicy Praga-Południe, przy ul. Siennickiej 15.

## W skład szkoły wchodzą
- XCVII Liceum Ogólnokształcące: dyplomatyczno-medialne.
- Technikum nr 12, kształcące w zawodach: technik organizacji turystyki, technik logistyk, technik eksploatacji portów i terminali.

## Historia szkoły
- 1952 - Powstanie Zasadniczej Szkoły Optycznej.
- 1969 - Otwarcie przy ZSO 3-letniego Technikum Mechanicznego.
- 1973 - Powstanie 5-letniego Technikum Mechanicznego.
- 1976 - Utworzenie Zespołu Szkół Mechaniki Precyzyjnej, w skład którego weszły: Zasadnicza Szkoła Optyczna, 3-letnie Technikum Mechaniczne, 5-letnie Technikum Mechaniczne, Liceum Zawodowe, Średnie Studium Zawodowe (wygasło po 4 latach).
- 1980 - Połączenie Zespołu Szkół Mechaniki Precyzyjnej z Zespołem Szkół Zawodowych Polskich Zakładów Optycznych (ul. Odrowąża 75) i powstanie Zespołu Szkół Zawodowych PZO.
- 1986 - Szkoła przechodzi pod opiekę Przemysłowego Centrum Optyki i otrzymuje nazwę Zespołu Szkół Zawodowych PCO; następuje przekształcenie 5-letniego Technikum Mechanicznego w Technikum Optoelektroniczno-Mechaniczne.
- 1990 - Powstanie Zespołu Szkół Opto-Elektronicznych.
- 1992 - Otwarcie przy Zespole Szkół Opto-Elektronicznych Policealnego Studium Zawodowego.
- 1996 - Otwarcie XCVII Liceum Ogólnokształcącego.
- 2005 - Nadanie Zespołowi Szkół Opto-Elektronicznych nazwy: "Zespół Szkół nr 12 im. Olimpijczyków Polskich" w skład którego wchodzą następujące szkoły: Technikum nr 12, przygotowujące do zawodu technik elektronik, XXX Liceum Profilowane – z profilem usługowo-gospodarczym i zarządzaniem informacją, XCVII Liceum Ogólnokształcące im. Olimpijczyków Polskich.
- 2013 -  uchwałą Rady m.st Warszawy w skład Zespołu Szkół nr 12 wchodzą: XCVII Liceum Ogólnokształcące im. Olimpijczyków Polskich, Technikum nr 12 oraz Gimnazjum Sportowe nr 21.
- 2019 - w wyniku reformy oświaty wygaszającej gimnazja Zespół Szkół nr 12 składa się z dwóch placówek: XCVII Liceum Ogólnokształcące im. Olimpijczyków Polskich, Technikum nr 12

## Siedziby szkoły
- ul. Kamionkowska 18, Kamionek (1952–1953).
- ul. Drewnicka 8, Kamionek (1954–1956).
- ul. Grochowska 194/196, Grochów (1956–1969).
- ul. Siennicka 15, Grochów (od 1969).

## Dyrektorzy szkoły
- 1952–1953 – Stanisław Domosud,
- 1953–1968 – Jan Kamiński,
- 1968–1972 – Józef Pelczarski,
- 1972–1977 – Kazimierz Skrzypa,
- 1977–1985 – Janina Wcisło-Marciniak,
- 1985–1991 – Marian Skwarzewski,
- 1991–p.o. – Honorata Urlińska,
- 1991–2012 – Liliana Matysiak,
- 2012–2013 – p.o. Wiesława Borkowska,
- 2013–2024 –  Barbara Mierzwa,
- 2024 – p.o. Artur Sikorski,
- od 2025 – Artur Sikorski.

## Absolwenci Gimnazjum Sportowego nr 21 (m.in.)
- Sonia Grabowska
- Łukasz Grzeszczuk
- Agnieszka Kaczorowska
- Joanna Kocielnik
- Wojciech Szczęsny

## Absolwenci XCVII Liceum Ogólnokształcącego (m.in.)
- Radosław Paczuski